# Crédit Agricole (ciclismo)
La Crédit Agricole, precedentemente nota come Peugeot, Z e Gan, era una squadra maschile francese di ciclismo su strada, attiva nel professionismo dal 1904 al 2008.
Fu la squadra più longeva e vincente della storia del ciclismo, portando i suoi ciclisti a vincere (compresi i titoli come indipendenti) dieci Tour de France, tre Vuelta a España e numerose classiche. Sponsorizzata per decenni, fino al 1986, dalla casa costruttrice Peugeot, ebbe tra le sue file campioni come Lucien Petit-Breton, Philippe Thys, Rik Van Steenbergen, Ferdi Kübler, Tom Simpson, Eddy Merckx, Bernard Thévenet e Stephen Roche. A partire dal 1987, con il ritiro di Peugeot, si susseguirono tre diversi sponsor, Z, Gan e Crédit Agricole; in questo periodo vestirono la maglia del team tra gli altri Greg LeMond, Chris Boardman e Thor Hushovd. Nel 2008 la squadra cessò l'attività.

## Storia

### Peugeot

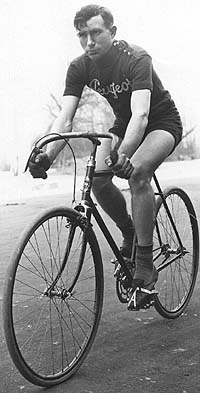
Firmin Lambot in maglia Peugeot

Le origini della squadra Peugeot risalgono ai primi anni del XX secolo, con le prime sponsorizzazioni della casa costruttrice Peugeot, attiva nella produzione di biciclette dal 1881, a ciclisti quali Hippolyte Aucouturier e Auguste Daumain. Negli anni subito seguenti sono sotto contratto per il team ciclisti come Louis Trousselier, René Pottier e Lucien Petit-Breton; sono proprio loro, pur gareggiando come individuali ma con sponsor Peugeot, a vincere i Tour de France dal 1905 al 1908 (nell'ordine Trousselier, Pottier e due volte il "piccolo bretone"). Nel 1907, su invito della Gazzetta dello Sport, la squadra accetta di partecipare alla prima edizione della Milano-Sanremo, unica formazioni non italiana al via: nell'occasione si dimostra però nettamente superiore alle altre marche, piazzando tre corridori ai primi tre posti (Lucien Petit-Breton, Gustave Garrigou, Giovanni Gerbi). Nel 1912 la Peugeot-Wolber partecipa per la prima volta come squadra al Tour de France, con la caratteristica divisa giallo-blu, e nel biennio 1913-1914 porta il suo alfiere belga Philippe Thys a vincere per due volte la corsa (nella Grande Boucle 1914 addirittura ben otto dei primi dieci nella classifica finale vestono maglia Peugeot, e la squadra ottiene dodici vittorie parziali su quindici).
Nei primi anni dopo l'interruzione forzata per la prima guerra mondiale, la Peugeot è sostanzialmente inattiva, costituendo insieme ad altri costruttori in ripresa dalla guerra (Alcyon e Automoto) un'unica formazione professionistica denominata "La Sportive". Nel 1922 si torna a squadre per marche separate: la Peugeot partecipa al Tour de France di quell'anno ottenendo cinque vittorie di tappa di Thys e anche la vittoria finale con Firmin Lambot (sotto contratto con Peugeot ma registrato come indipendente). Dopo aver partecipato alle edizioni 1923, 1924 e 1925 del Tour, la squadra è assente nel 1926, e dal 1927 al 1934 è nuovamente inattiva. Nel 1935 si ha la ricostituzione di una squadra professionistica, la Peugeot-Hutchinson, rinominata Peugeot-Dunlop dal 1936, capitanata da Paul Le Drogo e caratterizzata da una maglia bianco-rossa. Tale divisa viene accantonata nel 1947 per tornare alla tradizionale maglia giallo-blu. Dal 1948 al 1949 gareggia per il team il campione svizzero Ferdi Kübler.

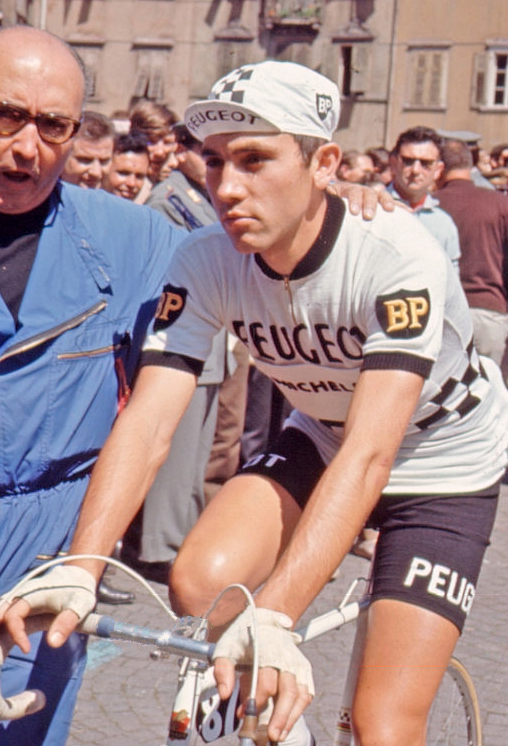
Eddy Merckx nel 1967

Nel 1955 e 1956 la formazione Peugeot è attiva solo come sponsor individuale, sostituita nelle grandi corse dal gruppo belga Elvé-Peugeot capitanato da Rik Van Steenbergen. La squadra francese viene riformata nel 1957, e nel 1958 passa sotto la direzione di Gaston Plaud. Nel 1962 il Tour de France viene aperto alle squadre di club e non più alle sole squadre nazionali; subito vi partecipa anche la Peugeot. L'anno dopo il team abbandona la divisa giallo-blu per assumere una caratteristica maglia bianca con scacchi bianco-neri. È tra gli anni 1960 e 1970 che gareggiano in maglia Peugeot campioni come Ferdinand Bracke, Tom Simpson, Roger Pingeon, il giovane Eddy Merckx e il vincitore di due Tour de France Bernard Thévenet.
Nel 1979, con il patrocinio della fabbrica sponsor, viene creata l'associazione "Vélo Moto Club de Paris" (rinominato "Vélo Club de Paris" nel 1993) per fornire alla squadra una struttura indipendente. Nel 1983 diventa direttore sportivo Roger Legeay (rimarrà in carica fino al 2008); sono gli ultimi anni con la denominazione Peugeot, e nel team gareggiano tra gli altri Hennie Kuiper, Stephen Roche, Phil Anderson e Robert Millar.

### Z, Gan e Crédit Agricole
Nel 1987, con l'arrivo del nuovo sponsor, l'azienda di abbigliamento per bambini Z, la squadra prende il nome di Z-Peugeot, poi solo "Z" dal 1990 al 1992 dopo l'addio della Peugeot. In maglia Z nel 1990 lo statunitense Greg LeMond vince il suo terzo Tour de France. Nel 1993 Gan fa il suo ritorno nel ciclismo diventando l'unico sponsor della squadra. In quegli anni il britannico Chris Boardman, specialista delle cronometro, vince i prologhi del Tour nel 1996 e 1998. Alla fine del Tour de France 1998 la Gan cessa la sponsorizzazione, e la Crédit Agricole prende il suo posto il 3 agosto subito seguente.
Nel 1995 il pistard australiano Stuart O'Grady firma il suo primo contratto da professionista con la squadra: negli anni seguenti vince diverse tappe al Tour e si aggiudica la maglia verde nell'edizione 2000, durante la quale indossa per diversi giorni anche la maglia gialla. Fino al 2003 è parte del team il tedesco Jens Voigt, vincitore di una tappa al Tour de France 2001 vestendo la maglia gialla per un giorno nella stessa edizione. In quello stesso Tour de France 2001 la Crédit Agricole vince anche la cronosquadre, davanti alla ONCE e alla US Postal Service.

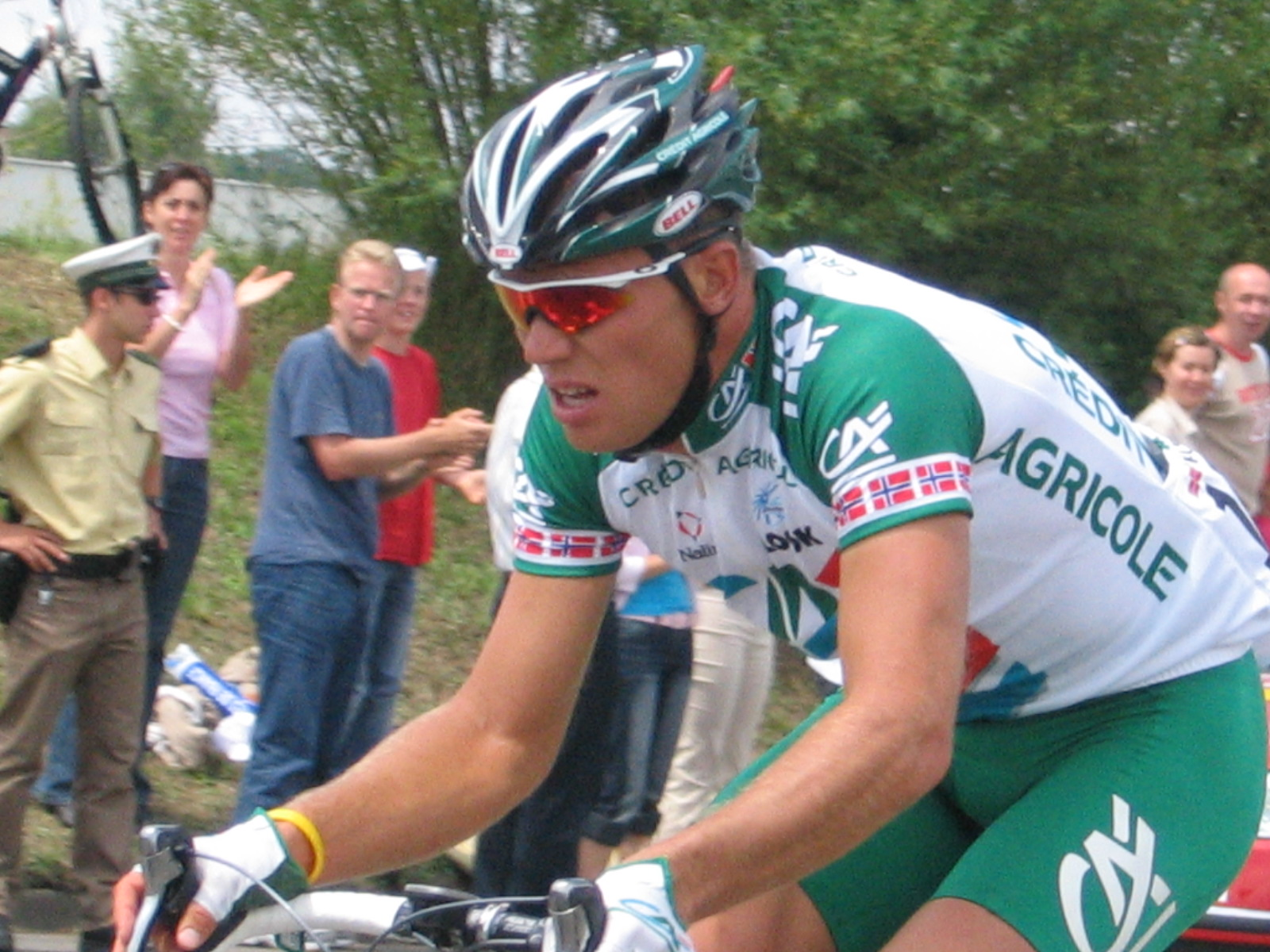
Thor Hushovd al Tour de France 2005

Nel 2005 Pietro Caucchioli termina tra i primi dieci al Giro d'Italia e Christophe Le Mével vince una tappa di quella "Corsa rosa". Al Tour de France Christophe Moreau è il miglior francese in classifica generale, undicesimo, e Thor Hushovd vince la classifica a punti. Nel 2006 Hushovd vince due tappe e veste per due giorni la maglia gialla al Tour de France, vince la Gand-Wevelgem e una tappa alla Vuelta a España, in cui conquista anche la classifica a punti. Durante la stagione 2008 la banca francese Crédit Agricole, dopo dieci stagioni, annuncia di non voler più rinnovare la sponsorizzazione. Non essendo stato trovato l'accordo con nessun nuovo sponsor, dopo la Parigi-Tours del 12 ottobre 2008 la squadra si scioglie definitivamente, concludendo così la sua secolare storia nel professionismo.

## Cronistoria

### Annuario
| Anno | Codice | Nome               | Cat. | Biciclette | Dirigenza                      |
| ---- | ------ | ------------------ | ---- | ---------- | ------------------------------ |
| 1904 | -      | Peugeot            | Pro  | Peugeot    |                                |
| 1905 | -      | Peugeot-Wolber     | Pro  | Peugeot    | Dir. sportivi: Léopold Alibert |
| 1906 | -      | Peugeot            | Pro  | Peugeot    | Dir. sportivi: Léopold Alibert |
| 1907 | -      | Peugeot-Wolber     | Pro  | Peugeot    | Dir. sportivi: Léopold Alibert |
| 1908 | -      | Peugeot-Wolber     | Pro  | Peugeot    | Dir. sportivi: Léopold Alibert |
| 1909 | -      | Peugeot-Wolber     | Pro  | Peugeot    |                                |
| 1910 | -      | Peugeot            | Pro  | Peugeot    |                                |
| 1911 | -      | Peugeot (inattiva) | Pro  | Peugeot    |                                |
| 1912 | -      | Peugeot-Wolber     | Pro  | Peugeot    | Dir. sportivi: Alphonse Baugé  |
| 1913 | -      | Peugeot-Wolber     | Pro  | Peugeot    | Dir. sportivi: Alphonse Baugé  |
| 1914 | -      | Peugeot-Wolber     | Pro  | Peugeot    |                                |

| Anno | Codice | Nome                      | Cat. | Biciclette | Dirigenza |
| ---- | ------ | ------------------------- | ---- | ---------- | --------- |
| 1919 | -      | Peugeot (inattiva)        | Pro  | Peugeot    |           |
| 1920 | -      | Peugeot (inattiva)        | Pro  | Peugeot    |           |
| 1921 | -      | Peugeot-Wolber (inattiva) | Pro  | Peugeot    |           |
| 1922 | -      | Peugeot-Wolber            | Pro  | Peugeot    |           |
| 1923 | -      | Peugeot-Wolber            | Pro  | Peugeot    |           |
| 1924 | -      | Peugeot-Wolber            | Pro  | Peugeot    |           |
| 1925 | -      | Peugeot (inattiva)        | Pro  | Peugeot    |           |
| 1926 | -      | Peugeot-Dunlop            | Pro  | Peugeot    |           |
| 1927 | -      | Peugeot-Dunlop            | Pro  | Peugeot    |           |

| Anno | Codice | Nome                                                  | Cat. | Biciclette  | Dirigenza |
| ---- | ------ | ----------------------------------------------------- | ---- | ----------- | --- |
| 1935 | -      | Peugeot-Hutchinson                                    | Pro  | Peugeot     | |
| 1936 | -      | Peugeot-Dunlop                                        | Pro  | Peugeot     | |
| 1937 | -      | Peugeot-Dunlop                                        | Pro  | Peugeot     | |
| 1938 | -      | Peugeot-Dunlop                                        | Pro  | Peugeot     | Dir. sportivi: Camille Narcy                                                                                                   |
| 1939 | -      | Peugeot-Dunlop                                        | Pro  | Peugeot     | Dir. sportivi: Camille Narcy                                                                                                   |
| 1940 | -      | Peugeot-Dunlop (inattiva)                             | Pro  | Peugeot     | Dir. sportivi: - |
| 1941 | -      | Peugeot-Dunlop (inattiva)                             | Pro  | Peugeot     | Dir. sportivi: - |
| 1942 | -      | Peugeot-Dunlop (inattiva)                             | Pro  | Peugeot     | Dir. sportivi: - |
| 1943 | -      | Peugeot-Dunlop                                        | Pro  | Peugeot     | Dir. sportivi: Camille Narcy                                                                                                   |
| 1944 | -      | Peugeot-Dunlop                                        | Pro  | Peugeot     | Dir. sportivi: Camille Narcy                                                                                                   |
| 1945 | -      | Peugeot-Dunlop                                        | Pro  | Peugeot     | Dir. sportivi: Camille Narcy                                                                                                   |
| 1946 | -      | Peugeot-Dunlop                                        | Pro  | Peugeot     | Dir. sportivi: Camille Narcy                                                                                                   |
| 1947 | -      | Peugeot-Dunlop                                        | Pro  | Peugeot     | Dir. sportivi: Camille Narcy                                                                                                   |
| 1948 | -      | Peugeot-Dunlop                                        | Pro  | Peugeot     | Dir. sportivi: Camille Narcy                                                                                                   |
| 1949 | -      | Peugeot-Dunlop                                        | Pro  | Peugeot     | Dir. sportivi: Camille Narcy                                                                                                   |
| 1950 | -      | Peugeot-Dunlop                                        | Pro  | Peugeot     | Dir. sportivi: Camille Narcy                                                                                                   |
| 1951 | -      | Peugeot-Dunlop                                        | Pro  | Peugeot     | Dir. sportivi: Camille Narcy                                                                                                   |
| 1952 | -      | Peugeot-Dunlop                                        | Pro  | Peugeot     | Dir. sportivi: Lucien Lecocq                                                                                                   |
| 1953 | -      | Peugeot-Dunlop                                        | Pro  | Peugeot     | Dir. sportivi: Lucien Lecocq                                                                                                   |
| 1954 | -      | Peugeot-Dunlop                                        | Pro  | Peugeot     | Dir. sportivi: Yves Petit-Breton                                                                                               |
| 1955 | -      | Elvé-Peugeot                                          | Pro  | Peugeot     | Dir. sportivi: Désiré Timmermans, Léon Van Der Hulst                                                                           |
| 1956 | -      | Elvé-Peugeot                                          | Pro  | Peugeot     | Dir. sportivi: Léon Van Der Hulst                                                                                              |
| 1957 | -      | Peugeot-BP-Dunlop                                     | Pro  | Peugeot     | Dir. sportivi: Roger Moreau, Léon Van Der Hulst                                                                                |
| 1958 | -      | Peugeot-BP-Dunlop                                     | Pro  | Peugeot     | Dir. sportivi: Gaston Plaud |
| 1959 | -      | Peugeot-BP-Dunlop                                     | Pro  | Peugeot     | Dir. sportivi: Gaston Plaud |
| 1960 | -      | Peugeot-BP-Dunlop                                     | Pro  | Peugeot     | Dir. sportivi: Gaston Plaud |
| 1961 | -      | Peugeot-BP-Dunlop                                     | Pro  | Peugeot     | Dir. sportivi: Gaston Plaud |
| 1962 | -      | Peugeot-BP-Dunlop                                     | Pro  | Peugeot     | Dir. sportivi: Gaston Plaud |
| 1963 | -      | Peugeot-BP-Englebert                                  | Pro  | Peugeot     | Dir. sportivi: Gaston Plaud |
| 1964 | -      | Peugeot-BP-Englebert                                  | Pro  | Peugeot     | Dir. sportivi: Gaston Plaud |
| 1965 | -      | Peugeot-BP-Michelin                                   | Pro  | Peugeot     | Dir. sportivi: Gaston Plaud |
| 1966 | -      | Peugeot-BP-Michelin                                   | Pro  | Peugeot     | Dir. sportivi: Gaston Plaud, Robert Naeye                                                                                      |
| 1967 | -      | Peugeot-BP-Michelin                                   | Pro  | Peugeot     | Dir. sportivi: Gaston Plaud, Robert Naeye                                                                                      |
| 1968 | -      | Peugeot-BP-Michelin                                   | Pro  | Peugeot     | Dir. sportivi: Gaston Plaud, Robert Naeye                                                                                      |
| 1969 | -      | Peugeot-BP-Michelin                                   | Pro  | Peugeot     | Dir. sportivi: Robert Naeye, Gaston Plaud                                                                                      |
| 1970 | -      | Peugeot-BP-Michelin                                   | Pro  | Peugeot     | Dir. sportivi: Robert Naeye, Gaston Plaud                                                                                      |
| 1971 | -      | Peugeot-BP-Michelin                                   | Pro  | Peugeot     | Dir. sportivi: Robert Naeye, Gaston Plaud                                                                                      |
| 1972 | -      | Peugeot-BP-Michelin                                   | Pro  | Peugeot     | Dir. sportivi: Robert Naeye, Gaston Plaud                                                                                      |
| 1973 | -      | Peugeot-BP-Michelin                                   | Pro  | Peugeot     | Dir. sportivi: Robert Naeye, Gaston Plaud                                                                                      |
| 1974 | -      | Peugeot-BP-Michelin                                   | Pro  | Peugeot     | Dir. sportivi: Robert Naeye, Gaston Plaud                                                                                      |
| 1975 | -      | Peugeot-BP-Michelin                                   | Pro  | Peugeot     | Dir. sportivi: Maurice De Muer, Robert Naeye, Gaston Plaud                                                                     |
| 1976 | -      | Peugeot-Esso-Michelin                                 | Pro  | Peugeot     | Dir. sportivi: Maurice De Muer, Robert Naeye, Gaston Plaud                                                                     |
| 1977 | -      | Peugeot-Esso-Michelin                                 | Pro  | Peugeot     | Dir. sportivi: Maurice De Muer, Robert Naeye, Gaston Plaud                                                                     |
| 1978 | -      | Peugeot-Esso-Michelin                                 | Pro  | Peugeot     | Dir. sportivi: Maurice De Muer, Robert Naeye                                                                                   |
| 1979 | -      | Peugeot-Esso-Michelin                                 | Pro  | Peugeot     | Dir. sportivi: Maurice De Muer, Robert Naeye                                                                                   |
| 1980 | -      | Peugeot-Esso-Michelin                                 | Pro  | Peugeot     | Dir. sportivi: Maurice De Muer, Robert Naeye                                                                                   |
| 1981 | -      | Peugeot-Esso-Michelin                                 | Pro  | Peugeot     | Dir. sportivi: Roland Berland, Maurice De Muer                                                                                 |
| 1982 | -      | Peugeot-Shell-Michelin                                | Pro  | Peugeot     | Dir. sportivi: Roland Berland, Maurice De Muer                                                                                 |
| 1983 | -      | Peugeot-Shell-Michelin                                | Pro  | Peugeot     | Dir. sportivi: Roger Legeay, Roland Berland                                                                                    |
| 1984 | -      | Peugeot-Shell-Michelin                                | Pro  | Peugeot     | Dir. sportivi: Roger Legeay, Roland Berland                                                                                    |
| 1985 | -      | Peugeot-Shell-Michelin                                | Pro  | Peugeot     | Dir. sportivi: Roger Legeay, Roland Berland                                                                                    |
| 1986 | -      | Peugeot-Shell-Michelin                                | Pro  | Peugeot     | Dir. sportivi: Roger Legeay, Serge Beucherie, Roland Berland, Jean-François Guiborel                                           |
| 1987 | -      | Z-Peugeot                                             | Pro  | Peugeot     | Dir. sportivi: Roger Legeay, Serge Beucherie                                                                                   |
| 1988 | -      | Z-Peugeot                                             | Pro  | Peugeot     | Dir. sportivi: Roger Legeay, Serge Beucherie                                                                                   |
| 1989 | -      | Z-Peugeot                                             | Pro  | Peugeot     | Dir. sportivi: Roger Legeay, Serge Beucherie                                                                                   |
| 1990 | -      | Z                                                     | Pro  | LeMond      | Dir. sportivi: Roger Legeay, Serge Beucherie                                                                                   |
| 1991 | -      | Z                                                     | Pro  | LeMond      | Dir. sportivi: Roger Legeay, Serge Beucherie                                                                                   |
| 1992 | -      | Z                                                     | Pro  | LeMond      | Dir. sportivi: Roger Legeay, Serge Beucherie, Michel Laurent                                                                   |
| 1993 | GAN    | Gan                                                   | Pro  | LeMond      | Dir. sportivi: Roger Legeay, Serge Beucherie                                                                                   |
| 1994 | GAN    | Gan                                                   | -    | LeMond      | Dir. sportivi: Roger Legeay, Serge Beucherie                                                                                   |
| 1995 | GAN    | Gan                                                   | -    | Eddy Merckx | Manager: Roger Legeay Dir. sportivi: Serge Beucherie, Michel Laurent, Francis Vanlondersele                                    |
| 1996 | GAN    | Gan                                                   | -    | Eddy Merckx | Manager: Roger Legeay Dir. sportivi: Serge Beucherie, Michel Laurent, Francis Vanlondersele                                    |
| 1997 | GAN    | Gan                                                   | -    | Eddy Merckx | Manager: Roger Legeay Dir. sportivi: Serge Beucherie, Michel Laurent, Denis Roux                                               |
| 1998 | GAN    | Gan (fino al 2 agosto) Crédit Agricole (dal 2 agosto) | -    | Eddy Merckx | Manager: Roger Legeay Dir. sportivi: Serge Beucherie, Michel Laurent, Denis Roux                                               |
| 1999 | C.A    | Crédit Agricole                                       | GSI  | Look        | Manager: Roger Legeay Dir. sportivi: Serge Beucherie, Michel Laurent, Denis Roux                                               |
| 2000 | C.A    | Crédit Agricole                                       | GSII | Look        | Manager: Roger Legeay Dir. sportivi: Serge Beucherie, Michel Laurent, Denis Roux, Frédéric Moncassin                           |
| 2001 | C.A    | Crédit Agricole                                       | GSI  | Look        | Manager: Roger Legeay Dir. sportivi: Serge Beucherie, Michel Laurent, Denis Roux, Frédéric Moncassin                           |
| 2002 | C.A    | Crédit Agricole                                       | GSI  | Look        | Manager: Roger Legeay Dir. sportivi: Serge Beucherie, Michel Laurent, Denis Roux, Frédéric Moncassin                           |
| 2003 | C.A    | Crédit Agricole                                       | GSI  | Look        | Manager: Roger Legeay Dir. sportivi: Serge Beucherie, Michel Laurent, Denis Roux, Lionel Marie, Frédéric Moncassin             |
| 2004 | C.A    | Crédit Agricole                                       | GSI  | Look        | Manager: Roger Legeay Dir. sportivi: Serge Beucherie, Michel Laurent, Denis Roux, Lionel Marie                                 |
| 2005 | C.A    | Crédit Agricole                                       | PT   | Look        | Manager: Roger Legeay Dir. sportivi: Serge Beucherie, Jean-Jacques Henry, Michel Laurent, Denis Roux                           |
| 2006 | C.A    | Crédit Agricole                                       | PT   | Look        | Manager: Roger Legeay Dir. sportivi: Serge Beucherie, Jean-Jacques Henry, Michel Laurent, Denis Roux, Jean-Baptiste Souquet    |
| 2007 | C.A    | Crédit Agricole                                       | PT   | Look        | Manager: Roger Legeay Dir. sportivi: Serge Beucherie, Jean-Jacques Henry, Michel Laurent, Denis Roux, Jean-Baptiste Souquet    |
| 2008 | C.A    | Crédit Agricole                                       | PT   | Look        | Manager: Roger Legeay Dir. sportivi: Serge Beucherie, Jean-Jacques Henry, Michel Laurent, Eddy Seigneur, Jean-Baptiste Souquet |

### Classifiche UCI
| Anno | Class.  | Pos. | Migliore cl. individuale |
| ---- | ------- | ---- | ------------------------ |
| 1995 | -       | 21º  | Chris Boardman (42º)     |
| 1996 | -       | 8º   | Chris Boardman (13º)     |
| 1997 | -       | 10º  | Chris Boardman (18º)     |
| 1998 | -       | 17º  | Stuart O'Grady (48º)     |
| 1999 | GSI     | 20º  | Jens Voigt (40º)         |
| 2000 | GSII    | 2º   | Jens Voigt (53º)         |
| 2001 | GSI     | 20º  | Jens Voigt (15º)         |
| 2002 | GSI     | 25º  | Jens Voigt (75º)         |
| 2003 | GSI     | 24º  | Christophe Moreau (38º)  |
| 2004 | GSI     | 18º  | Thor Hushovd (20º)       |
| 2005 | ProTour | 9º   | Thor Hushovd (34º)       |
| 2006 | ProTour | 11º  | Thor Hushovd (11º)       |
| 2007 | ProTour | 15º  | Thor Hushovd (25º)       |
| 2008 | ProTour | 6º   | Mark Renshaw (33º)       |

## Divise
| Peugeot (1913, 1923) | Peugeot (1935) | Peugeot (1937, 1946) | Peugeot (1946-1947) | Peugeot (1948-1956) | Peugeot (1957-1962) | Peugeot (1963-1986) | Z (1987-1992) | Gan (1993-1998) | Cr. Agricole (1998-2008) |

## Palmarès
Dal 1957 al 2008.

### Grandi Giri
- Giro d'Italia

Partecipazioni: 10 (1967, 1968, 1979, 1990, 1991, 1992, 1993, 2005, 2006, 2007)
Vittorie di tappa: 8
1967: 2 (2 Eddy Merckx)
1979: 1 (Alain Van Heerden)
1990: 2 (2 Éric Boyer)
1991: 2 (Philippe Casado, Éric Boyer)
2005: 1 (Christophe Le Mével)
Vittorie finali: 0
Altre classifiche: 1
2006 Trofeo Fuga Piaggio (Christophe Édaleine)
- Tour de France

Partecipazioni: 45 (1962, 1963, 1964, 1965, 1966, 1969, 1970, 1971, 1972, 1973, 1974, 1975, 1976, 1977, 1978, 1979, 1980, 1981, 1982, 1983, 1984, 1985, 1986, 1987, 1988, 1989, 1990, 1991, 1992, 1993, 1994, 1995, 1996, 1997, 1998, 1999, 2000, 2001, 2002, 2003, 2004, 2005, 2006, 2007, 2008)
Vittorie di tappa: 54
1963 (Pino Cerami)
1966 (Ferdinand Bracke)
1969 (Roger Pingeon, Raymond Delisle)
1970 (Thévenet, Raymond, Danguillaume)
1971 (Thévenet, Godefroot, Danguillaume)
1972 (2 Thévenet, Godefroot)
1973 (2 Thévenet, Danguillaume)
1974 (2 Danguillaume)
1975 (2 Thévenet, Esclassan)
1976 (Delisle, Esclassan)
1977 (2 Danguillaume, Delépine, Esclassan, Thévenet)
1978 (2 Esclassan)
1982 (Phil Anderson, Pascal Simon)
1983 (Robert Millar)
1984 (Robert Millar)
1985 (Francis Castaing)
1988 (Jérôme Simon)
1989 (Robert Millar)
1992 (Jean-Claude Colotti)
1994 (Chris Boardman, Eddy Seigneur)
1996 (2 Frédéric Moncassin)
1997 (Chris Boardman, Cédric Vasseur)
1998 (Boardman, O'Grady, Bäckstedt)
2001 (Jens Voigt)
2002 (Thor Hushovd)
2004 (Thor Hushovd)
2006 (2 Thor Hushovd)
2007 (Thor Hushovd)
2008 (Thor Hushovd, Simon Gerrans)
Vittorie finali: 3
1975 (Bernard Thévenet)
1977 (Bernard Thévenet)
1990 (Greg LeMond)
Altre classifiche: 13
1976 Combattività (Raymond Delisle)
1977 Punti (Jacques Esclassan)
1977 Squadre a punti
1979 Combattività (Hennie Kuiper)
1981 Squadre a punti
1981 Squadre a tempo
1982 Giovani (Phil Anderson)
1984 Scalatori (Robert Millar)
1987 Sprint (Gilbert Duclos-Lassalle)
1988 Combattività (Jérôme Simon)
1990 Squadre a tempo
2003 Centenario (Stuart O'Grady)
2005 Punti (Thor Hushovd)
- Vuelta a España

Partecipazioni: 14 (1967, 1969, 1971, 1973, 1974, 1985, 1995, 1995, 1997, 1998, 2005, 2006, 2007, 2008)
Vittorie di tappa: 14
1967 (2 Tommy Simpson)
1969 (2 Roger Pingeon)
1971 (2 Walter Godefroot, Wilfried David)
1973 (Jacques Esclassan, Walter Godefroot)
1974 (Raymond Delisle)
1997 (Yvon Ledanois)
2005 (Thor Hushovd)
2006 (Thor Hushovd)
2008 (Sébastien Hinault)
Vittorie finali: 2
1969 (Roger Pingeon)
1971 (Ferdinand Bracke)
Altre classifiche: 1
2006 Punti (Thor Hushovd)

### Classiche monumento
- Milano-Sanremo: 3

1964 (Simpson); 1966, 1967 (Merckx)
- Giro delle Fiandre: 1

1973 (Eric Leman)
- Parigi-Roubaix: 3

1960 (Cerami); 1963 (Daems); 1992 (Duclos-Lassalle)
- Liegi-Bastogne-Liegi: 1

1959 (Fred De Bruyne)

### Campionati nazionali
Strada
- Campionati australiani: 4

In linea: 1984 (Peter Besanko); 1999 (Henk Vogels); 2004 (Stuart O'Grady)
- Campionati belgi: 2

In linea: 1972 (Walter Godefroot)
- Campionati estoni: 3

In linea: 2005 (Jaan Kirsipuu)
Cronometro: 2005, 2006 (Jaan Kirsipuu)
- Campionati francesi: 10

In linea: 1969 (Delisle); 1973 (Thevenet); 1975 (Ovion); 1976 (Sibille); 1995 (Seigneur); 1996 (Heulot); 1999 (Simon)
In linea Indipendenti: 1962 (Albert Baldasseroni)
Cronometro: 1996 (Eddy Seigneur)
- Campionati tedeschi: 5

In linea: 1965, 1966, 1967 (Bölke); 1971 (Tschan); 1978 (Braun)
- Campionati irlandesi: 1

Cronometro: 2007 (Nicolas Roche)
- Campionati kazaki: 1

Cronometro: 2007 (Dmitrij Murav'ëv)
- Campionati lituani: 1

Cronometro: 2008 (Ignatas Konovalovas)
- Campionati norvegesi: 3

In linea: 2004 (Thor Hushovd)
Cronometro: 2002, 2005 (Thor Hushovd)
- Campionati neozelandesi: 1

In linea: 2007 (Julian Dean)
- Campionati ungheresi: 4

In linea: 2006 (László Bodrogi)
Cronometro: 2006, 2007, 2008 (László Bodrogi)
Pista
- Campionati belgi: 7

Inseguimento individuale: 1965 (Bracke); 1966 (Mertens; 1967, 1972, 1973 (Bracke)
Derny: 1972 (Ferdinand Bracke)
Madison: 1967 (Eddy Merckx)
- Campionati francesi: 18

Inseguimento individuale: 1965 (Nédélec); 1966, 1967 (Grosskost); 1977 (Hézard; 1984 (Duclos-Lassalle); 1993 (Ermenault); 2001 (Neuville)
Velocità individuale: 1963, 1965 (Gaignard); 1966 (Charruau); 1968 (Gruchet); 1981 (Castaing); 1982, 1985 (Cahard)
Corsa a punti: 1982 (Francis Castaing)
Omnium: 1967 (Charly Grosskost)
Mezzofondo: 1965, 1966 (Jean Raynal)
- Campionati tedeschi: 2

Mezzofondo: 1961 (Karl-Heinz Marsell); 1979 (Wilfried Peffgen)
- Campionati tedeschi: 1

Inseguimento individuale: 1971 (Ben Janbroers)
Cross
- Campionati francesi: 1

1960 (Georges Meunier)
- Campionati tedeschi: 2

1961, 1963 (Rolf Wolfshohl)
- Campionati lussemburghesi: 2

1967, 1968 (Nicolas Morn)